# Joe Shishido
Pour les articles homonymes, voir Shishido.
Joe Shishido (en japonais : 宍戸 錠, Shishido Jō, parfois transcrit Jo Shishido ou Jō Shishido), né le 6 décembre 1933 à Osaka et mort le 18 janvier 2020 à Setagaya (Tokyo), est un acteur japonais.
Il est principalement connu en Occident pour ses rôles dans les films de Seijun Suzuki, notamment dans Détective bureau 2-3, La Jeunesse de la bête et La Marque du tueur.

## Biographie
Joe Shishido est né dans le quartier de Kita-ku (北区) à Osaka. Il a suivi sa scolarité à Tokyo et à Miyagi. En 1952, diplômé du secondaire, il s'inscrit au cours de théâtre de l'université Nihon. En 1954, il participe à une audition de la Nikkatsu. Alors choisi, il quitte l'école et commence sa carrière à la Nikkatsu dans des petits rôles. En 1956, il décide de se faire opérer des joues pour se les faire artificiellement gonfler.
Il meurt à l'âge de 86 ans à son domicile de Setagaya à Tokyo le 21 janvier 2020.
Joe Shishido a tourné dans plus de 250 films entre 1955 et 2012.

### Vie privée
Joe Shishido est le frère de l'acteur Eiji Gō, son fils Kai Shishido (ja) est également acteur.

## Filmographie partielle
- 1955 : Journal d'un policier (警察日記, Keisatsu nikki?) de Seiji Hisamatsu
- 1955 : La Femme de Ginza (銀座の女, Ginza no onna?) de Kōzaburō Yoshimura
- 1955 : Ofukuro (おふくろ?) de Seiji Hisamatsu
- 1955 : Le Chouchou de la bonne (女中ッ子, Jochūkko?) de Tomotaka Tasaka
- 1956 : Frankie le laitier (牛乳屋フランキー, Gyūnyū ya Furanki?) de Kō Nakahira

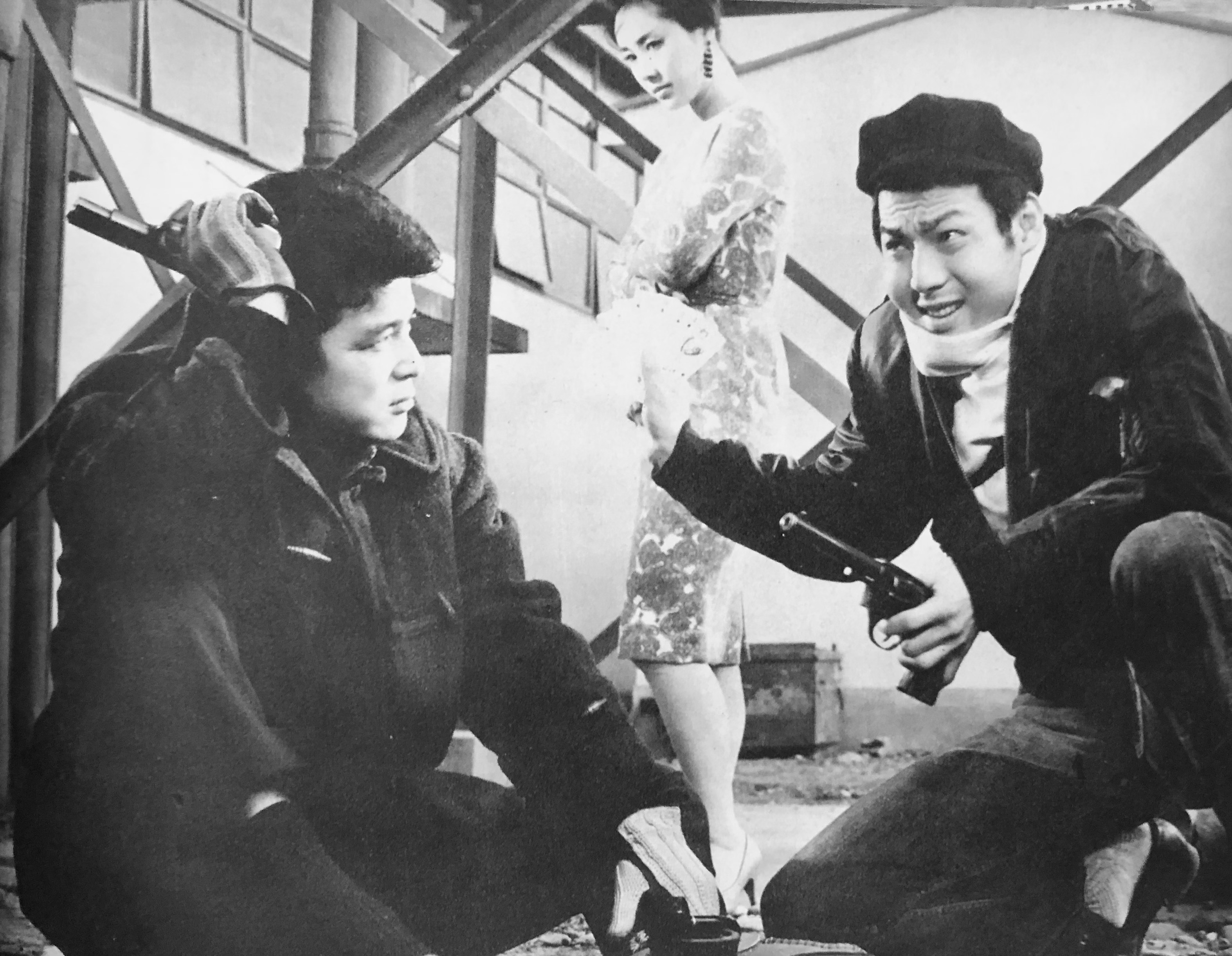
Hideaki Nitani et Joe Shishido dans Profession vaurien (1961).

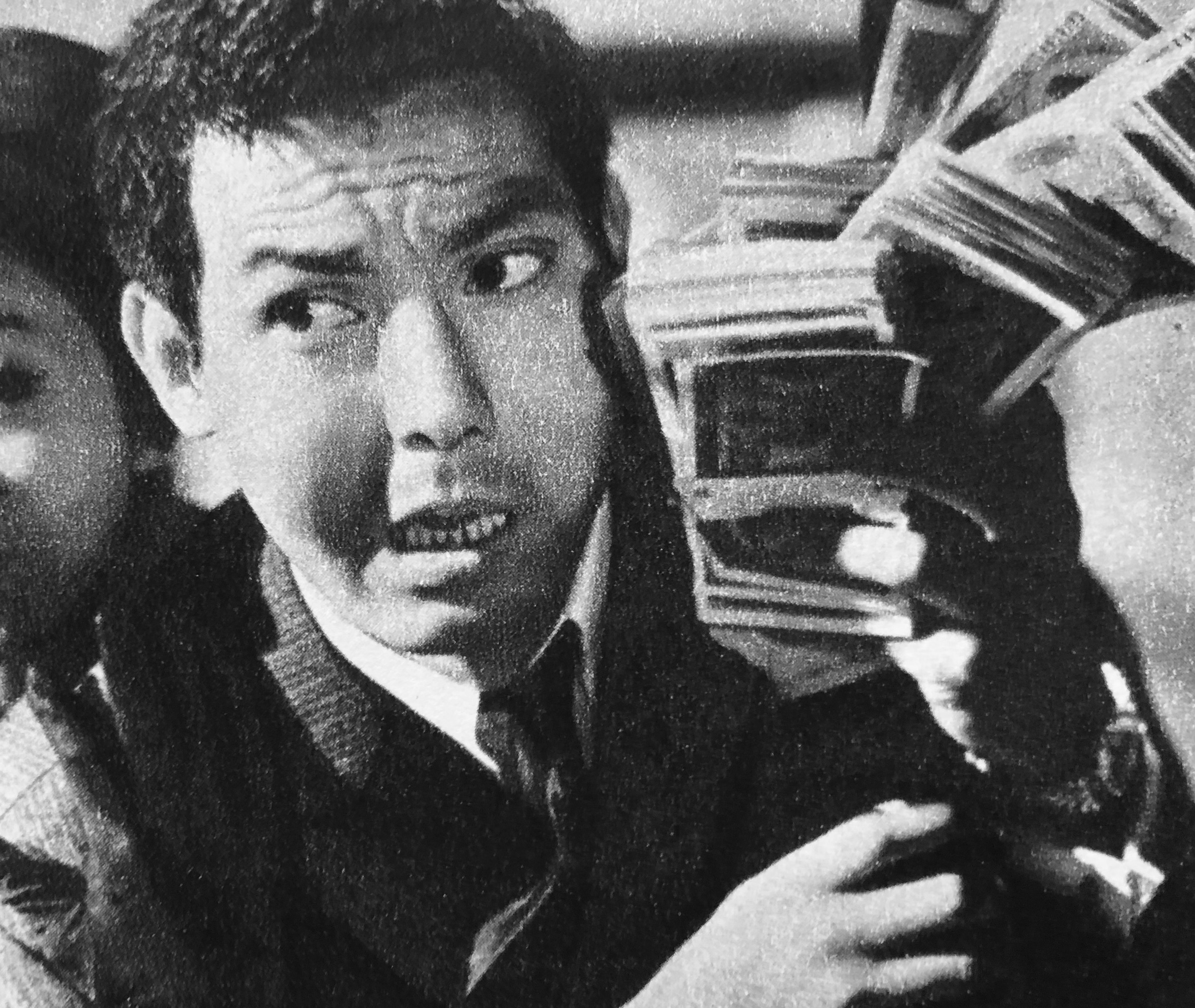
Joe Shishido dans Gendai akutō jingi (1965).

- 1958 : Couteau rouillé (錆びたナイフ, Sabita naifu?) de Toshio Masuda : Shimabara
- 1961 : Profession vaurien (ろくでなし稼業, Rokudenashi kagyo?) de Buichi Saitō
- 1961 : Akai kōya (赤い荒野?) de Haruyasu Noguchi
- 1963 : Détective bureau 2-3 (探偵事務所２３ 銭と女に弱い男, Tantei jimusho 23: Kutabare akuto-domo?) de Seijun Suzuki : Hideo Tajima
- 1963 : La Jeunesse de la bête (野獣の青春, Yaju no seishun?) de Seijun Suzuki
- 1964 : La Barrière de chair (肉体の門, Nikutai no mon?) de Seijun Suzuki
- 1965 : Gendai akutō jingi (現代悪党仁義?) de Kō Nakahira
- 1966 : Revenge of the Woman Gambler (賭場の牝猫 捨身の勝負, Toba no mesuneko: Sutemi no shōbu?) de Haruyasu Noguchi
- 1966 : Asia-Pol (アジア秘密警察, Ajia himitsu keisatsu?) d'Akinori Matsuo
- 1967 : La Marque du tueur (殺しの烙印, Koroshi no rakuin?) de Seijun Suzuki
- 1971 : Otoko no sekai (男の世界?) de Yasuharu Hasebe
- 1972 : Le Nouveau Soldat yakuza : la ligne de feu (新兵隊やくざ 火線, Shin heitai yakuza: Kasen?) de Yasuzō Masumura
- 1974 : Combat sans code d'honneur 5 : La Partie finale (仁義なき戦い 完結篇, Jingi naki tatakai: Kanketsu-hen?) de Kinji Fukasaku
- 1975 : Terreur sur le monde (東京湾炎上, Tōkyō-wan enjō?) de Katsumune Ishida (ja)
- 1977 : Histoire de mélancolie et de tristesse (悲愁物語, Hishu monogatari?) de Seijun Suzuki
- 1978 : Bandit contre samouraï (雲霧仁左衛門, Kumokiri nizaemon?) de Hideo Gosha
- 1981 : Edo Porn (北斎漫画, Hokusai manga?) de Kaneto Shindō
- 1982 : La Nouvelle de la classe (転校生, Tenkōsei?) de Nobuhiko Ōbayashi : Kōzō Saitō
- 1985 : Karibu: Ai no shinfoni (カリブ・愛のシンフォニー?) de Norifumi Suzuki
- 1986 : Za samurai (ザ・サムライ?) de Norifumi Suzuki
- 1997 : Aimer (愛する, Aisuru?) de Kei Kumai
- 2007 : Kisaragi (キサラギ?) de Yūichi Satō